# Brignoliella leletina
Espèce
Brignoliella leletina est une espèce d'araignées aranéomorphes de la famille des Tetrablemmidae.

## Distribution
Cette espèce est endémique de Nouvelle-Irlande en Papouasie-Nouvelle-Guinée,.

## Description
Le mâle holotype mesure 1,29 mm.

## Étymologie
Son nom d'espèce lui a été donné en référence au lieu de sa découverte, le plateau Lelet.

## Publication originale
- Bourne, 1980 : New armored spiders of the family Tetrablemmidae from New Ireland and northern India (Araneae). Revue suisse de zoologie, vol. 87, p. 301-317 (texte intégral).